# Calsoyasuchus
Calsoyasuchus — рід крокодиломорфів, що мешкав у ранній юрському періоді. Його скам'янілі рештки були знайдені в формації Кайента синемурсько-плінсбахського періоду на землі навахо в окрузі Коконіно, штат Аризона, США. Офіційно описаний як C. valliceps, він відомий з одного неповного черепа, який є незвичайним для такого раннього родича крокодила. Цей рід був описаний у 2002 році Рональдом Тикоскі та його колегами; конкретна назва означає «голова долини» і відноситься до глибокої борозни вздовж середньої лінії носових і лобових кісток.

## Опис
Голотип черепа (TMM 43631-1), який отримав назву Calsoyasuchus, був виявлений у 1997 році. Його було знайдено в середній третині мулистої фації формації Каєнта, поблизу скель Адей-Ечіі. У черепі відсутні нижні щелепи, частина піднебіння, більша частина суспензорія (кістки, що утворюють область з’єднання верхньої та нижньої щелеп), а також потилиця та мозкова оболонка. Шви між кістками черепа здебільшого зрощені. У збереженому вигляді він становить приблизно 38,0 сантиметрів, що робить його власника твариною помірного розміру.
Череп був довгий, низький і зігнутий так, що обидві кінцівки були вище середини. Передщелепні кістки, які утворювали кінець морди, були збільшені, утворюючи широкий кінчик; було щонайменше чотири зуби в правій передщелепній кістці та п’ять у лівій. Ліва верхня щелепа (основна зуботримаюча кістка верхньої щелепи) повніша, ніж права, і мала щонайменше 29 зубів. По середній лінії носових і лобових відділів була глибока борозна; лобові частини були зрощені в одну кістку, як це видно в інших дорослих мезоевкрокодилий. Тикоскі та його колеги піддали череп комп’ютерній томографії, яка виявила внутрішні порожнини та дихальні проходи, і показала, що він мав вторинне піднебіння з двома стінками, схоже на піднебіння справжніх крокодилів, а також подібні пневматичні порожнини.